# Podoustev říční
Podoustev říční (Vimba vimba; L., 1758) je kaprovitá ryba, která se vyskytuje v Arménii, Ázerbájdžánu, Bělorusku, Bulharsku, Česku, Estonsku, Finsku, Francii, Gruzii, Íránu,Litvě, Lotyšsku, Maďarsku, Moldávii, Německu, Nizozemí, Polsku, Rakousku, Rumunsku, Rusku, Slovensku, Srbsku a Černé Hoře, Švédsku, Švýcarsku, Turecku a Ukrajině. Nejčastěji obývá dolní úseky řek – cejnové a parmové pásmo. Žije u dna, často v početných hejnech. 

## Popis
Protáhlé tělo podoustve je v porovnání s jinými druhy vysoké a ze stran zploštělé. Hlavu zakončuje charakteristický masitý rypec (nos), proto bývá lidově nazývána i nosák. Šupiny podoustve jsou jemné a drobné. Ocasní ploutev je hluboko vykrojená se zahrocenými konci. Ploutve jsou tmavší barvy, řitní ploutev delší. Hřbet je namodrale šedý, boky a břicho jsou stříbřité. Ryby dorůstají 1–3 kg, až 50 cm. Nejčastěji bývá ulovena ve věku 7–10 let.

## Potrava
Jak už napovídá postavení úst, potravu vyhledává především na dně. Kromě toho, že se živí drobnými organismy, v letním období žere i rostlinou potravu - kromě řas a vyšších rostlin.

## Migrace
V květnu opouštějí Baltské moře (kam se vrátily z řek za potravou) a plují do Němenu a jeho přítoků, aby se tam vytřely. V Litvě se ryba jmenuje žiobris a je to tam významná ryba. Asi 30 % ulovených podouství pochází z Němenu (nebo jeho přítoků, ale tam je většinou chráněná a je zde časté pytláctví). V Polsku je nejhojnější v povodí řeky Visly. V době tření se vyskytuje v parmovém pásmu. V Čechách je hojná například na Berounce, dále se vyskytuje ve Vltavě, Otavě (pod Pískem) a v Ohři, v některých moravských řekách.

## Ohrožení
V České republice je hájená od 16. března do 15. června, minimální lovná délka ryby činí 25 cm.

## Reference

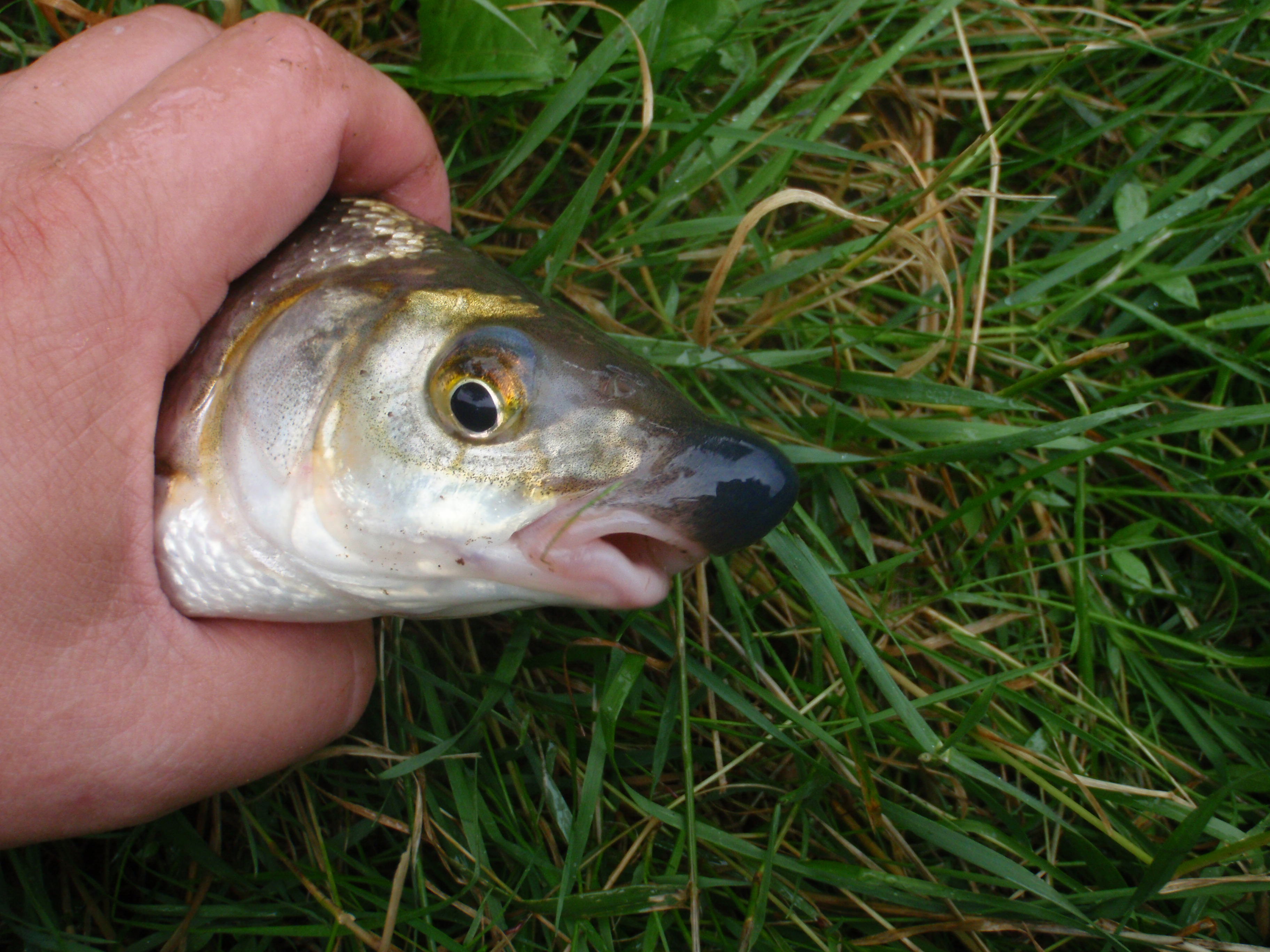
Podoustev říční

## Využití
Maso podouství je velmi ceněné, jedno z nejchutnějších z našich kaprovitých ryb. Dnes je v Česku podoustev druhem majícím význam jen pro sportovní rybolov a její početnost je udržovaná i umělým vysazováním.